# Téléphérique de Portland
 (septembre 2023).
Le téléphérique de Portland – ou Portland Aerial Tram en anglais – est un téléphérique urbain à Portland, dans l'Oregon, aux États-Unis. Ouvert le 15 décembre 2006, il relie les quartiers de South Waterfront à l'ouest et Marquam Hill à l'est.